# Władysław Raczkiewicz
 Władysław Raczkiewicz  (1885 - 1947) advogado e político, foi presidente do governo da Polônia no exílio entre 30 de setembro de 1939 e a sua morte, em 6 de junho de 1947. Até 1945 ele era reconhecido internacionalmente como chefe de estado do país, e continuador do governo destituído pelos nazistas no início da segunda Guerra Mundial.
Quando a Polônia foi ocupada, Raczkiewicz fugiu para Londres, onde se uniu a Władysław Sikorski e Stanisław Mikołajczyk para formar o governo no exílio. Em fevereiro de 1945, após a Conferência de Yalta, Josef Stalin, Winston Churchill e Franklin D. Roosevelt discutiram o futuro da Polônia. Stalin declarou que somente um governo forte, pró-soviético seria capaz de garantir a segurança da União Soviética. Como resultado, os Aliados concordaram em retirar seu reconhecimento ao governo no exílio após a formação de um novo governo em território polonês.
Raczkiewicz morreu no exílio em 1947, na cidade galesa de Ruthin.